# Jacques Rougeau
Jacques Rougeau Jr. (Saint-Sulpice, 13 giugno 1960) è un ex wrestler canadese, noto per aver lottato nella World Wrestling Federation con i nomi di Jacques Rougeau e The Mountie.

## Carriera
Jacques iniziò ad allenarsi nel 1977 e debuttò nella Stampede Wrestling. All'inizio degli anni ottanta, cominciò a lavorare negli Stati Uniti nelle piccole federazioni dell'Alabama e del Tennessee. Nel 1985 lui e suo fratello Raymond Rougeau firmarono per la WWF.

### World Wrestling Federation (1986–1994)

#### The Fabulous Rougeaus (1986-1990)
I due fratelli debuttarono nel febbraio del 1986 da face in un house show in Australia. Durante i loro primi match in WWF, sconfissero la Hart Foundation (Bret Hart & Jim Neidhart), i Moondogs, Jimmy Jack & Dory Funk Jr. e il Dream Team (Greg Valentine & Brutus Beefcake).
I due persero a Wrestlemania III un match contro Valentine e Beefcake e non furono poi in grado di vincere i WWF Tag Team Championship. Tuttavia, i due sconfissero la Hart Foundation per i titoli il 10 agosto 1987 in un match non trasmesso in televisione al Montreal Forum ma la vittoria non gli fu riconosciuta in quanto per vincere avevano usato il megafono di Jimmy Hart. Il loro regno, non è mai neanche stato menzionato nelle TV statunitensi.
Dopo due anni, i Fabulous Rougeaus turnarono heel prendendo in giro il pubblico americano dicendo di voler (per finta) diventare cittadini americani. I due si burlavano del pubblico facendosi annunciare come provenienti da Memphis. Da Heel ebbero dei feud con la Hart Foundation (che nel frattempo aveva turnato face), con i Bushwhackers e con i Rockers (Shawn Michaels & Marty Jannetty).

#### The Mountie (1991–1992)
Dopo il ritiro di suo fratello Raymond Rougeau nel 1990, Jacques lasciò la federazione per poi tornare un anno dopo, interpretando la gimmick di "The Mountie", un poliziotto corrotto canadese che aveva come manager Jimmy Hart. The Mountie fece il suo debutto alla Royal Rumble 1991, sconfiggendo Koko B. Ware. A Wrestlemania VII sconfisse anche Tito Santana. Successivamente iniziò un feud con Big Boss Man per decidere chi dei due fosse il vero "poliziotto" della WWF e il 26 agosto 1991, The Mountie venne incarcerato (kayfabe) per aver perso contro Boss Man a Summerslam 1991 in un Jailhouse Match. Il 17 gennaio 1992, The Mountie vinse il WWF Intercontinental Championship sconfiggendo Bret Hart ma lo perse soli due giorni dopo alla Royal Rumble 1992 contro Roddy Piper. Questo regno è stato quello più breve per diverso tempo.
Durante i mesi successivi, Mountie venne principalmente utilizzato per lanciare gli altri talenti. Lasciò la WWF il 26 ottobre 1992, dopo aver perso in trenta secondi contro il WWF Champion Bret Hart.

#### The Quebecers (1993–1994)
Jacques ritornò in WWF nel luglio 1993 in coppia con Pierre Ouellet, formando il team dei Quebecers vincendo i WWF Tag Team Championship per ben 3 volte. Ebbero dei feud con gli Steiner Brothers, Men on a Mission, The Headshrinkers e Marty Jannetty & 1-2-3 Kid. I personaggi dei Quebecers erano una modifica del personaggio di The Mountie.
I Quebecers si sciolsero durante un house show a Montreal quando Ouellet e il manager Polo, effettuarono un turn ai danni di Rougeau che venne salvato da suo fratello Raymond, che lavorava come ring announcer. Il suo ultimo match fu proprio contro Ouellet il 21 ottobre 1994, dove Rougeau vinse dopo un flying bodypress.

### World Championship Wrestling (1996–1998)
Il 9 settembre 1996, Rougeau e Ouellet si riunirono in WCW come The French Canadians. Nel 1997, Rougeau riuscì addirittura a sconfiggere Hollywood Hogan in un match singolo.
Nel corso di un programma di wrestling che aveva come ospite Hogan sul Sirius Satellite Radio Channel 98, Jacques disse che Hogan accettò di lavorare con lui perché provava un enorme rispetto verso la famiglia Rougeau, anche se la WCW ha fatto raramente riferimento a questo match per preservare l'immagine da imbattuto di Hogan.

## Vita privata
Jacques aprì a Laval una scuola di wrestling e, occasionalmente, prende parte a dei piccoli show delle federazioni indipendenti insieme a suo fratello Raymond. Jacques lavora anche in un'associazione che aiuta i giovani a riprendersi dopo che questi hanno tentato il suicidio. Inoltre, lavora anche negli uffici di una compagnia di trasporti, la Transport Pro Cam.
Jacques si è sposato il 29 dicembre 2007 con Nancy Menard. La cerimonia ha avuto luogo in un ring della sua promotion, la Lutte 2000.
Jacques Rougeau si è ritirato il 28 maggio 2011 dopo aver combattuto e vinto un match di coppia con suo figlio Jean Jacques Rougeau contro Frank The Machine e Kurrgan.
A ottobre 2011 gli è stato diagnosticato un tumore alla prostata.

## Personaggio

### Mosse finali
Come Jacques Rougeau
- Diving crossbody

Come The Mountie
- Carotid Control Technique (Nerve hold sleeper)

Con Carl Ouellet
- Quebecer crash' (Assisted senton bomb)
- Bearhug hold (Pierre) seguita da Seated Senton (Jacques)
- Flip, Flop and a Fly (Elevated senton bomb)

Con Raymond Rougeau
- Rougeau Bomb (Bearhug (Raymond) seguita da Seated senton di Jacques)
- Boston crab (Raymond) seguita da Jumping knee drop di Jacques

### Manager
- Jimmy Hart
- Sir Oliver Humperdink
- Colonel Robert Parker
- Johnny Polo

## Titoli e riconoscimenti
Central States Wrestling
- NWA Central States Tag Team Championship (1 - con Bruce Reed)

Lutte Internationale (Montreal)
- Canadian International Tag Team Championship (4 - con Raymond Rougeau)

Continental Wrestling Association
- AWA Southern Heavyweight Championship (2)
- NWA Mid-America Heavyweight Championship (2)

Southeastern Championship Wrestling
- NWA Alabama Heavyweight Championship (1)
- NWA Southeastern Heavyweight Championship (Northern Division) (1)

Pro Wrestling Illustrated
- 41º tra i 500 migliori wrestler singoli nella PWI 500[8](1992)
- 222º tra i 500 migliori wrestler singoli di sempre nella PWI Years (2003)
- 83º tra i 100 migliori tag teams di sempre nella PWI Years (2003)

World Wrestling Federation
- WWF Intercontinental Championship (1)
- WWF Tag Team Championship (3) - con Quebecer Pierre